# كاثرين رس
كاثرين ريس (بالإيطالية: Kathrin Ress)‏ مواليد 26 يونيو 1985 في مقاطعة بولسانو، هي لاعبة كرة سلة إيطالية سابقة. تم اختيارها من قبل فريق مينيسوتا لينكس خلال الدرافت ولعبت معه في دوري الاتحاد الوطني لكرة السلة النسائية. هي أخت لاعب كرة السلة توماس ريس.

## روابط خارجية
- كاثرين رس على موقع الاتحاد الدولي لكرة السلة (الإنجليزية)
- كاثرين رس على موقع الاتحاد الوطني لكرة السلة النسائية (الإنجليزية)
- كاثرين رس على موقع كرة السلة الأوروبية.كوم (الإنجليزية)
- كاثرين رس على موقع كلية كرة السلة في سبورتس رفرنس.كوم (الإنجليزية)
- كاثرين رس على موقع بروبوليرز (الإنجليزية)
- كاثرين رس على موقع سبورتس رفرنس (الإنجليزية)